# HMS Renown (1916)
HMS Renown (Корабль Его Величества «Ринаун», от англ. renown — «слава») — британский линейный крейсер типа «Ринаун».

## Проект
«Ринаун» был первым в серии из трёх 26500-тонных линейных крейсеров Королевского Военно-морского флота Великобритании, вторым был «Рипалс», заказ на «Резистанс» (HMS Resistance) был отменён.

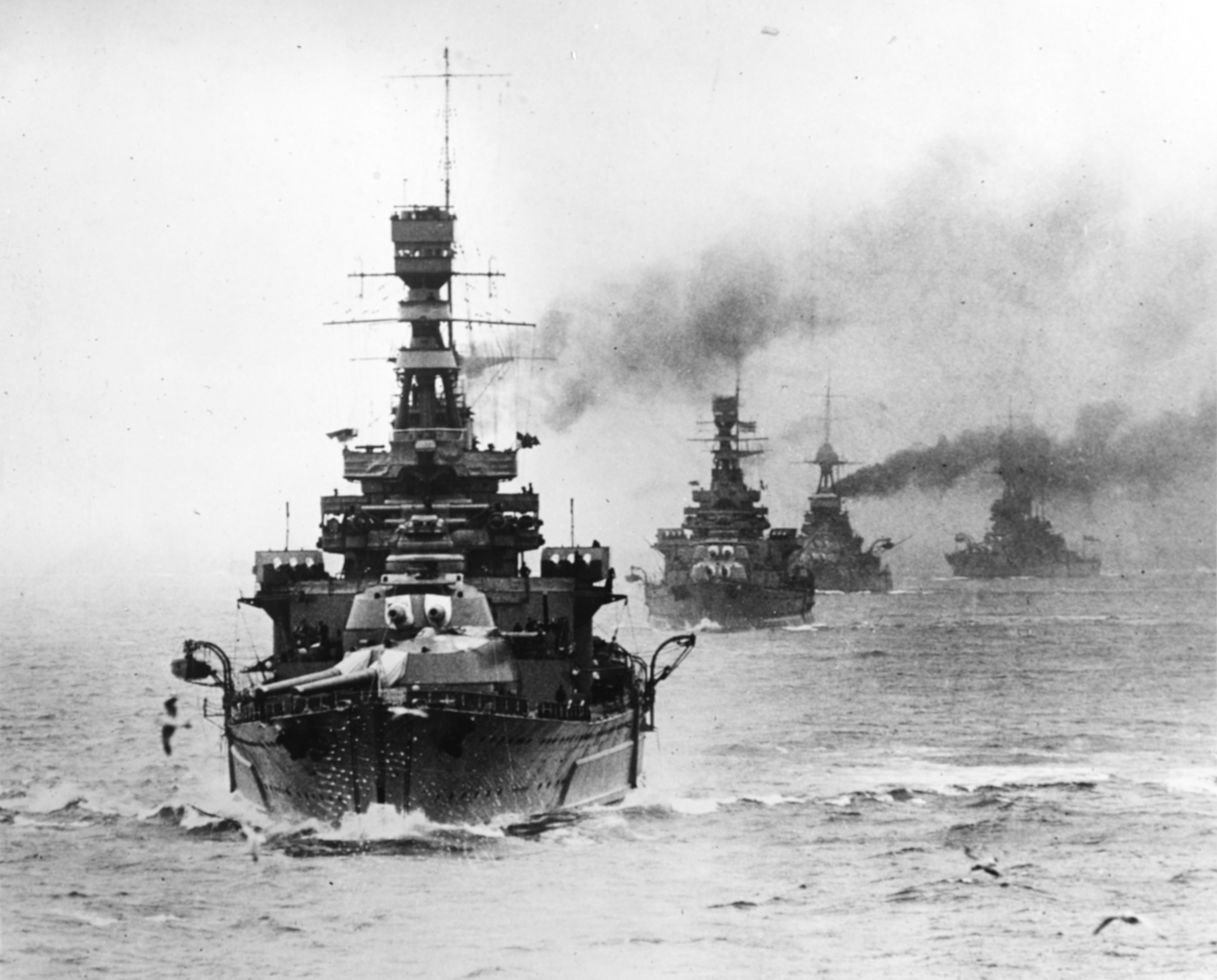
Линейный крейсер «Ринаун» в конце 1920-х годов

Эта серия задумывалась как ответ на немецкий линейный крейсер «Лютцов» (SMS Lützow), однако Ютландское сражение, в ходе которого КВМФ Великобритании потерял три линейных крейсера, выявило слабость бронирования линейных крейсеров и, с целью повышения боевых качеств кораблей этой серии, командующий флотом адмирал Джеллико отправил оба корабля на верфи. Там они получили дополнительную вертикальную броню.
В 1919—1920 и 1932—1936 годах «Ринаун» и «Рипалс» были модернизированы — была усилена бортовая броня, изменены очертания надстроек и поставлено новое зенитное вооружение.

## Служба
После окончания Первой мировой войны и перестройки «Глориес» (HMS Glorious), «Корейджес» (HMS Courageous) и «Фьюриес» (HMS Furious) в авианосцы, кроме «Ринаун» в строю оставалось только два линейных крейсера — «Худ» (HMS Hood) и «Рипалс».
В 1936 году «Ринаун» и «Рипалс» были переклассифицированы в быстроходные корабли сопровождения авианосцев.
В 1939 году «Ринаун» принимал участие в поисках немецких рейдеров в Южной Атлантике.
В апреле 1940 года у Норвегии во время проведения операции «Weserübung» корабль был повреждён в бою.
Будучи в составе «Соединения H» он участвовал в охоте на линкор «Бисмарк». Проводил конвои на Мальту (см. также Бой у мыса Спартивенто), а также в Атлантике и в Арктике, в числе прочих английских кораблей прикрывал высадку союзников в Северной Африке.
В 1944—1945 годах «Ринаун» входил в состав Восточного флота.
В 1948 году был разделан на металл в Фаслейне.